# Proutoscia
Proutoscia là một chi bướm đêm thuộc họ Geometridae.